# 克林斯·布鲁克斯
克林斯·布鲁克斯（Cleanth Brooks，1906年10月16日—1994年5月10日），美国文学批评家。一般将其批评方法归之为“细读”，《现代诗与传统》（1939）和《精致的瓮：诗歌结构研究》（1947）是其代表作。他早期研究过17世纪的古籍，编有《托马斯·珀西通信集》。另外他还与人合著了《文学批评简史》（1957），撰写了其中20世纪英美批评家的部分。1963年发表的《威廉·福克纳：约克纳帕塔法县》是一部详细研究威廉·福克纳的著作。